# مالكولم شاباز
مالكولم شاباز (بالإنجليزية: Malcolm Shabazz)‏: هو حفيد مالكوم إكس ولد في باريس سنة 1984 من أب جزائري ومن أم أمريكية قبيلة شباز إبنت الداعية الأمريكي المشهور الحاج مالك شباز .

## سيرة
انتقل والدته إلى لوس انجليس عندما كان لشاباز بضعة أشهر من العمر، . وبعد فترة قصيرة، وذهبوا إلى مدينة نيويورك ومن ثم فيلادلفيا.
وفي عام 1994 ، شاباز انتقل مع والدته إلى منيابولس.